# Michael Tinsley
Michael DeLorean Tinsley (Little Rock, 21 aprile 1984) è un ostacolista statunitense, specializzato nei 400 metri ostacoli.
Ha preso parte ai Giochi olimpici di Londra 2012 conquistando la medaglia d'argento nei 400 metri ostacoli con il tempo di 47"91.

## Palmarès
| Anno | Manifestazione  | Sede           | Evento   | Risultato | Prestazione | Note                          |
| ---- | --------------- | -------------- | -------- | --------- | ----------- | ----------------------------- |
| 2012 | Giochi olimpici | Londra         | 400 m hs | Argento   | 47"91       | Miglior prestazione personale |
| 2013 | Mondiali        | Mosca          | 400 m hs | Argento   | 47"70       | Miglior prestazione personale |
| 2015 | Mondiali        | Pechino        | 400 m hs | 8º        | 50"02       |                               |
| 2016 | Giochi olimpici | Rio de Janeiro | 400 m hs | Batteria  | 50"18       |                               |

## Campionati nazionali
- 2 volte campione nazionale dei 400 metri ostacoli (2012, 2013)

## Altre competizioni internazionali
2009
- 4º alla World Athletics Final ( Salonicco), 400 m hs - 49"03

2014
- 7º in Coppa continentale ( Marrakech), 400 m hs - 52"25
- Vincitore della Diamond League nella specialità dei 400 m hs (21 punti)